# Kim Yeong-mi
Dans ce nom coréen, le nom de famille, Kim, précède le nom personnel.
Kim Yeong-mi, née le 10 mars 1991, est une curleuse sud-coréenne. Elle est la sœur de la curleuse Kim Kyeong-ae.

## Carrière
Elle est médaillée d'argent du tournoi féminin de curling aux Jeux olympiques d'hiver de 2018.
Elle est aussi médaillée d'argent des Jeux asiatiques d'hiver de 2017.